# F.K. Spartak Moskva
Spartak Moskva là một đội bóng đá của Moskva, Nga. Họ có biệt danh là "Thịt" bởi trước đây đội bóng được sở hữu bởi một công ty chuyên thu thập sản phẩm nông nghiệp.
Spartak đã vô địch 12 chức vô địch Liên Xô (chỉ sau Dynamo Kyiv). Họ cũng vô địch cúp quốc gia Liên Xô 10 lần và cúp quốc gia Nga 3 lần, họ là một trong những CLb thành công nhất nước Nga. Spartak đã vào đến vòng bán kết của ba giải đấu ở châu Âu.
Câu lạc bộ là thành phần của câu lạc bộ thể thao Spartak Moskva. Các đội khác bao gồm có cả đội hockey trên băng Spartak Moskva.

## Danh hiệu
- Giải vô địch Liên Xô 1936 (mùa thu), 1938, 1939, 1952, 1953, 1956, 1958, 1962, 1969, 1979, 1987, 1989
- Giải vô địch Nga  1992, 1993, 1994, 1996, 1997, 1998, 1999, 2000, 2001,2006
- Cúp quốc gia Liên Xô 1938, 1939, 1946, 1947, 1950, 1958, 1963, 1965, 1971, 1992
- Cúp quốc gia 1994, 1998, 2003
- CIS Cup Champions 1993, 1994, 1995, 1999, 2000, 2001
- USSR Federation Cup 1987
- Vô địch 1969 Friendship Cup 1969
- Ciutat de Barcelona Trophy Champions 1982
- Về nhì giải ngoại hạng Nga 2005, 2006, 2007, 2009
- Về nhì Channel One Cup 2007

## Đội hình hiện tại
Tính đến ngày 31 tháng 8 năm 2015
Ghi chú: Quốc kỳ chỉ đội tuyển quốc gia được xác định rõ trong điều lệ tư cách FIFA. Các cầu thủ có thể giữ hơn một quốc tịch ngoài FIFA.
| Số | VT | Quốc gia | Cầu thủ             |
| -- | -- | -------- | ------------------- |
| 1  | TM | Nga      | Anton Mitryushkin   |
| 3  | HV | Nga      | Sergei Bryzgalov    |
| 4  | HV | Nga      | Sergei Parshivlyuk  |
| 5  | TV | Brasil   | Rômulo              |
| 7  | HV | Nga      | Kirill Kombarov     |
| 8  | TV | Nga      | Denis Glushakov     |
| 9  | TĐ | Nga      | Denis Davydov       |
| 10 | TĐ | Armenia  | Yura Movsisyan      |
| 11 | TV | Armenia  | Aras Özbiliz        |
| 13 | HV | Nga      | Vladimir Granat     |
| 15 | TV | Nga      | Roman Shirokov      |
| 16 | HV | Ý        | Salvatore Bocchetti |
| 17 | TV | Nga      | Aleksandr Zuyev     |

| Số | VT | Quốc gia   | Cầu thủ                    |
| -- | -- | ---------- | -------------------------- |
| 20 | TĐ | Cabo Verde | Zé Luís                    |
| 23 | HV | Nga        | Dmitri Kombarov            |
| 24 | TV | Hà Lan     | Quincy Promes              |
| 27 | TV | Nga        | Aleksandr Zotov            |
| 32 | TM | Nga        | Artyom Rebrov (Đội trưởng) |
| 34 | HV | Nga        | Yevgeni Makeyev            |
| 35 | HV | Đức        | Serdar Tasci               |
| 37 | TV | Nga        | Georgi Melkadze            |
| 40 | TV | Nga        | Artyom Timofeyev           |
| 49 | TV | Gruzia     | Jano Ananidze              |
| 52 | TV | Nga        | Igor Leontyev              |
| 71 | TV | Bulgaria   | Ivelin Popov               |

### Đội dự bị
Ghi chú: Quốc kỳ chỉ đội tuyển quốc gia được xác định rõ trong điều lệ tư cách FIFA. Các cầu thủ có thể giữ hơn một quốc tịch ngoài FIFA.
| Số | VT | Quốc gia | Cầu thủ                        |
| -- | -- | -------- | ------------------------------ |
| 29 | TV | Nga      | Daniil Gorovykh                |
| 31 | TM | Nga      | Ilya Sukhoruchenko             |
| 36 | TĐ | Nga      | Dmitri Malikov                 |
| 38 | HV | Nga      | Konstantin Shcherbakov         |
| 43 | TĐ | Nga      | Daniil Makeyev                 |
| 56 | TM | Nga      | Vadim Averkiyev                |
| 59 | TV | Nga      | Nazar Gordeochuk               |
| 65 | HV | Nga      | Oleg Krasilnichenko            |
| 66 | TV | Nga      | Maksim Yermakov                |
| 74 | HV | Nga      | Valentin Vinnichenko           |
| 75 | TĐ | Nga      | Maximiliano Artemio Lyalushkin |
| 76 | HV | Nga      | Ivan Kostylyov                 |
| 79 | TĐ | Nga      | Aleksandr Rudenko              |

| Số | VT | Quốc gia | Cầu thủ               |
| -- | -- | -------- | --------------------- |
| 81 | TM | Nga      | Yuri Shcherbakov      |
| 83 | TV | Nga      | Vladislav Panteleyev  |
| 84 | TV | Nga      | Boris Tsygankov       |
| 89 | TV | Nga      | Vladlen Babayev       |
| 91 | TV | Nga      | Aleksandr Lomovitskiy |
| 92 | HV | Nga      | Nikolai Rasskazov     |
| 93 | HV | Nga      | Artyom Sokol          |
| 94 | HV | Nga      | Andrei Shigorev       |
| 95 | TV | Nga      | Vladislav Razdelkin   |
| 96 | HV | Nga      | Aleksandr Likhachyov  |
| 97 | TV | Nga      | Daniil Polyboyarinov  |
| 98 | TM | Nga      | Aleksandr Maksimenko  |

### Ra đi theo dạng cho mượn
Ghi chú: Quốc kỳ chỉ đội tuyển quốc gia được xác định rõ trong điều lệ tư cách FIFA. Các cầu thủ có thể giữ hơn một quốc tịch ngoài FIFA.
| Số | VT | Quốc gia  | Cầu thủ                                                          |
| -- | -- | --------- | ---------------------------------------------------------------- |
| 30 | TM | Nga       | Sergei Pesyakov (tại Anzhi đến ngày 31 tháng 5 năm 2016)         |
| -  | TV | Argentina | Tino Costa (tại Genoa đến ngày 30 tháng 6 năm 2016)              |
| 44 | TĐ | Nga       | Pavel Yakovlev (tại Krylia Sovetov đến ngày 31 tháng 5 năm 2016) |

## Các cựu cầu thủ đáng chú ý
| Nga\ Liên Xô - Nikolay Abramov - Dmitri Alenichev - Dimitri Ananko - Vladimir Beschastnykh - Artyom Bezrodny - Denis Boyarintsev - Aleksandr Bubnov - Viktor Bulatov - Maksim Buznikin - Vladimir Bystrov - Fyodor Cherenkov - Stanislav Cherchesov - Sergei Gorlukovich - Rinat Dasayev - Maksim Demenko - Vadim Evseev - Aleksandr Filimonov - Anatoli Ilyin - Anatoli Isayev - Oleg Ivanov - Valery Karpin - Valery Kechinov - Vagiz Khidiyatullin - Galimzyan Khusainov - Dmitri Khlestov - Yuri Kovtun - Anatoly Krutikov - Vasili Kulkov - Igor Lediakhov - Evgenii Lovchev - Gennady Logofet - Ramiz Mamedov - Vladimir Maslachenko - Anatoli Maslyonkin - Gennady Morozov - Aleksandr Mostovoi - Mukhsin Mukhamadiev - Igor Netto - Ruslan Nigmatullin - Yuri Nikiforov - Viktor Onopko - Aleksei Paramonov - Roman Pavlyuchenko - Andrei Piatnitski - Nikolai Pisarev - Dmitri Popov - Dmitri Radchenko | - Rashid Rakhimov - Sergey Rodionov - Oleg Romantsev - Alexander Samedov - Yuri Sevidov - Nikita Simonyan - Aleksandr Starostin - Andrei Starostin - Nikolay Starostin - Petr Starostin - Sergey Shavlo - Igor Shalimov - Aleksandr Shirko - Valeri Shmarov - Dmitri Sychev - Yegor Titov - Andrey Tikhonov - Dmitri Torbinski - Ilia Tsymbalar - Georgi Yartsev - Sergei Yuran Argentina - Fernando Cavenaghi - Clemente Rodríguez Armenia - Arthur Maloyan Áo - Emanuel Pogatetz - Martin Stranzl Bosnia - Adnan Gušo Brazil - Géder - Marcão - Marcelo Silva - Moises - Mozart - Robert - Robson Cameroon - Jerry-Christian Tchuissé Croatia - Danijel Hrman - Stipe Pletikosa Cộng hoà Séc - Martin Jiránek - Radoslav Kováč | Gruzia - Otar Khizaneishvili - Giorgi Lomaia Đức - Malik Fathi Ghana - Lawrence Adjei - Quincy Hungary - Szabolcs Sáfár Latvia - Andrejs Rubins - Andrejs Štolcers Lithuania - Gintaras Staučė Macedonia - Goran Maznov - Igor Mitreski Moldova - Serghei Covalciuc Maroc - Abdelillah Bagui Ba Lan - Wojciech Kowalewski Romania - Adrian Iencsi - Florin Şoava - Gabriel Tamaş Senegal - Ali Ibra Kebe Serbia - Dušan Petković - Mihajlo Pjanović - Nemanja Vidić Ukraina - Maksym Kalynychenko - Dmytro Parfenov - Vladyslav Vashchuk Uruguay - Marcelo Sosa |

VIET NAM 
- Đặng Văn Lâm

## Ban lãnh đạo
- Chủ tịch: Leonid Fedun
- Giám đốc không chính thức: Valery Karpin
- HLV phó: Igor Lediakhov
- HLV phó: Sergey Rodionov
- HLV thủ môn: Gintaras Staučė
- HLV thể lực: Óscar Antonio García Hermo
- HLV đội dự bị: Dmitry Gunko, Vasily Kulkov, Valery Kleimyonov (thủ môn)
- HLV phục hồi: Temir Ondar, Manuel Barreto, Liu Hungsheng

## Các huấn luyện viên
| Tên                 | Nhiệm kỳ                      | Danh hiệu |
| ------------------- | ----------------------------- | --------- |
| Antonin Fivebr      | 1936                          |           |
| Mikhail Kozlov      | 08/1936 – 1937                |           |
| Konstantin Kvashnin | 1937 – 09/1938                |           |
| Pyotr Popov         | 09/1938 – 1939                |           |
| Vladimir Gorokhov   | 1940                          |           |
| Pyotr Popov         | 1941                          |           |
| Vladimir Gorokhov   | 1942 – 1943                   |           |
| Konstantin Kvashnin | 1944                          |           |
| Pyotr Isakov        | 01/1945 – 08/1945 (tạm quyền) |           |
| Albert Vollrat      | 09/1945 – 1947                |           |
| Konstantin Kvashnin | 1948                          |           |
| Abram Dangulov      | 1949 – 05/1951                |           |
| Georgi Glazkov      | 06/1951 – 12/1951             |           |
| Vasily Sokolov      | 1952 – 1954                   |           |
| Nikolay Gulyaev     | 1955 – 1959                   |           |
| Nikita Simonyan     | 01/01/1960 – 31/12/1965       |           |
| Nikolay Gulyaev     | 1966                          |           |
| Sergei Salnikov     | 01/1967 – 07/1967             |           |
| Nikita Simonyan     | 01/07/1967 – 31/12/1972       |           |
| Nikolay Gulyaev     | 1973 – 1975                   |           |
| Anatoly Krutikov    | 1976                          |           |

| Tên                  | Nhiệm kỳ                            | Danh hiệu |
| -------------------- | ----------------------------------- | --------- |
| Konstantin Beskov    | 01/01/1977 – 31/12/1988             |           |
| Oleg Romantsev       | 01/01/1989 – 31/12/1995             |           |
| Georgi Yartsev       | 01/01/1996 – 31/12/1996             |           |
| Oleg Romantsev       | 01/01/1997 – 03/05/2003             |           |
| Vladimir Fedotov     | 05/2003 – 06/2003 (tạm quyền)       |           |
| Andrei Chernyshov    | 19/06/2003 – 01/09/2003             |           |
| Vladimir Fedotov     | 02/09/2003 – 30/11/2003 (tạm quyền) |           |
| Nevio Scala          | 10/12/2003 – 15/09/2004             |           |
| Aleksandrs Starkovs  | 10/10/2004 – 26/04/2006             |           |
| Vladimir Fedotov     | 01/06/2006 – 19/06/2007             |           |
| Stanislav Cherchesov | 01/07/2007 – 14/08/2008             |           |
| Igor Lediakhov       | 15/08/2008 – 12/09/2008 (tạm quyền) |           |
| Michael Laudrup      | 09/09/2008 – 15/04/2009             |           |
| Valeri Karpin        | 16/04/2009 – 30/06/2012             |           |
| Unai Emery           | 01/07/2012 – 25/11/2012             |           |
| Valeri Karpin        | 26/11/2012 – 13/12/2012 (tạm quyền) |           |
| Valeri Karpin        | 13/12/2012 – 18/03/2014             |           |
| Dmitri Gunko         | 18/03/2014 – 31/05/2014             |           |
| Murat Yakin          | 16/06/ 2014 – 30/05/2015            |           |
| Dmitri Alenichev     | 10/06/2015 – 05/08/2016             |           |
| Massimo Carrera      | 05/08/2016 – 22/10/2018             |           |